# JR貨物49A形コンテナ
JR貨物49A形コンテナ（JRかもつ49Aがたコンテナ）は、日本貨物鉄道（JR貨物）が2015年（平成27年）より運用している、31 ftウィングコンテナ。

## 概要

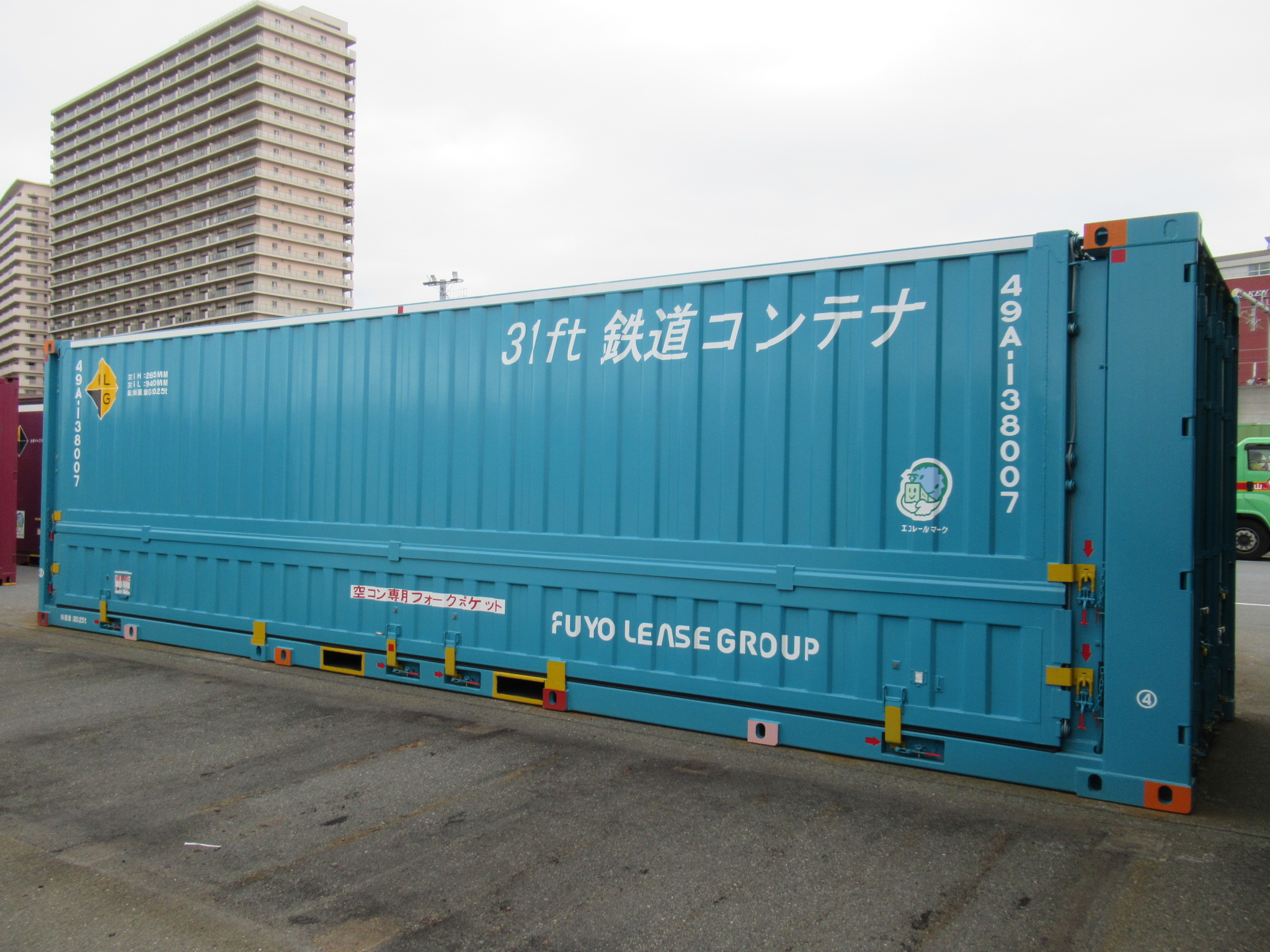
13800番台　49A-138007

- JR貨物では、2012年（平成24年）および2013年（平成25年）に、48A形を60個製造し、31 ftウィングコンテナを運用していたが、その後もトラックから鉄道へのモーダルシフトを促進するために、31 ftウィングコンテナが増備されることになった[1]。
- 形式の数字部位 「 49 」は、コンテナの容積を元に決定される。このコンテナ容積49 m3の算出は、厳密には端数四捨五入計算の為に、内容積48.5 m3 - 49.4 m3の間に属するコンテナが対象となる。

また形式末尾のアルファベット一桁部位 「 A 」は、コンテナの使用用途（主たる目的）が 「 普通品の輸送 」を表す記号として付与されている。
- この増備に際して、48A形から内寸の高さを上げて、内容積を拡大する改良を施したのが本形式である。
- 全高が高いハイ・キューブ・コンテナのため、低床であるコキ100系列貨車専用となっている。
- 2015年（平成27年）に40個[2]（38001 - 38040）、2016年（平成28年）に40個[3]（38041 - 38080）が製造されている。
- なお、2015年製造分は、一般社団法人低炭素社会創出促進協会から「鉄道を利用した物流の低炭素化促進事業（31 ftコンテナ導入経費補助）」の補助金交付を受けている[1]。
- 2016年製造分は、一般財団法人環境優良車普及機構から「モーダルシフトの促進等による低炭素型物流システム構築事業（31 ftコンテナ導入促進事業）」の補助金交付を受けている[4]。
- 2025年 (令和7年)、JR貨物と芙蓉リースは、片道の輸送需要等に対応するため、2月以降に138000番台60個を順次投入することを発表した[5]。
- 2025年 (令和7年)4月5日現在、109個が使用されている[6]。

## 構造
- 片妻面及び両側面に荷役扉を設けた三方開き。側面扉は、側板と天井の一部を組み合わせた構造で、跳ね上げて開閉するウィング式である。
- 前述のとおり、48A形を改良し、内寸の高さと内容積が拡大されている。
- 外法寸法は長さ9,410 mm、幅2,490 mm、高さ3,715 mm。内法寸法は長さ9,240 mm、幅2,350 mm、高さ 2,237 mm、内容積は48.8 m3。
- 最大積載重量は13.8 tである。
- 形状は私有コンテナとして多くの業者で使用されている、U48A形などと同一であり、全周にわたって、縦にリブ（コルゲートあるいは波板）がある。
- 塗装は青22号（コンテナブルー）を基調とし、各面の上部に白い帯がある。白抜きで側面および妻面の右上にJRマーク、その下に「JR貨物」の文字が入れられている。塗装外観は48A形2013年製造分と似るものの、側面のJRマークとJR貨物の表記位置が48A形2012年製造分と同じ、「コキ50000積載禁止」等の側面の注意表記が省略されている点が異なる。